# 伊藤かつら
伊藤 かつら（いとう かつら、1964年4月26日-）は、日本の企業経営者。2022年より人事官。

## 経歴
早稲田大学教育学部で心理学を専攻したのち、雇用機会均等法施行後の2年目の1987年に日本IBMに入社。その後、アドビシステムズマーケティングディレクターを経て、2011年に日本マイクロソフト業務執行役員、2013年同社執行役、2017年同社執行役常務、2019年同社執行役員チーフラーニングオフィサーに就任。また、2021年6月に野村不動産ホールディングス社外取締役就任。。学生時代は早稲田大学交響楽団に所属した。
2022年4月、岸田文雄内閣において人事院人事官に就任。